# Apparizione del volto e del piatto di frutta sulla spiaggia
L'apparizione di un volto e di una fruttiera sulla spiaggia è un dipinto a olio su tela (114,5×148,8 cm) di Salvador Dalí, del 1938, conservato nel The Wadsworth Atheneum, Hartford (Connecticut).
Al centro il pittore raffigura un viso che si trasforma in una fruttiera, che a sua volta è parte del cane che riempie il resto della tela.
La testa del cane si sdoppia dal paesaggio di montagne, il suo occhio è un tunnel attraverso le rocce; mentre un ponte sorretto da tre archi forma il collare del cane. La frutta della ciotola può anche essere vista come i capelli ricci della testa della donna e come una parte del dorso del cane. La bocca della donna e la punta del naso non solo formano la base della ciotola, ma anche un corpo femminile vestito, seduto sulla spiaggia e con la schiena rivolta verso colui che osserva il dipinto.